# Великодній ярмарок у Львові
«Великодній ярмарок у Львові» — щорічний ярмарок, що проходить у Львові на проспекті Свободи, в квітні-травні місяці. Вперше ярмарок пройшов у 2009—2010 роках, і був першим великоднім ярмарком західноєвропейського зразка в Україні. Великодній ярмарок — це маленьке містечко у великому місті, де львів'яни та гості міста мали змогу не тільки добре відпочити, скуштувати страви національної кухні, але й придбати оригінальні подарунки для своїх рідних та друзів. Організатором є ТзОВ «Львівські ярмарки». Ярмарок проходить у дерев'яних будиночках, спроектованих Інститутом проектування «Комфортбуд». Серед товарів представлено: великодні сувеніри, традиційні вироби з кераміки, лляні речі, авторські роботи художників. Окрім того, кожен охочий може скуштувати різних смаколиків, меду, вареників. У будні дні ярмарок працює з 12 до 22 години, а у вихідні із 11 до 23 години.

## Великодній ярмарок у Львові2013
На Великодньому Ярмарку 2013 значна увага приділялась залученню народних майстрів з усієї Україні, які, крім продажу своєї продукції, проводили майстер-класи з виготовлення товарів народних ремесел. На проспекті встановлювали будинки для проведення різноманітних майстер-класів з таких народних ремесел як гончарство, ткацтво, прядіння, писанкарство.
На території Ярмарку постійно діяли:
- Великодня майстерня (виставка-продаж виробів найкращих народних майстрів України, а також можливість спробувати свої сили у створенні унікальних сувенірів),
- Гастрономічний сектор (презентація страв національної кухні),
- Весняний проспект (великодня розважальна програма для дорослих та дітей).

Великодній ярмарок — це місце родинного відпочинку. На території Великоднього ярмарку встановили квіткову писанку, яка стала чудовим елементом великодніх святкувань у Львові. При підготовці до проведення Великоднього ярмарку у Львові 2013 значну увагу приділяли візуальному оформленні локації Проекту. Зокрема, при вході на територію Ярмарку було встановлено святкову вхідну арку, а кожен будиночок був оформлений у великодньому стилі. Принципи та методика візуального оформлення Ярмарку були презентовані окремо після відповідних погоджень.

## Великодній ярмарок у Львові2014
Від суботи, 12 квітня, на алеї проспекту Свободи від пам'ятника Шевченку до Львівської Опери працює п'ятий Великодній Ярмарок. Це 101 стилізований дерев'яний будиночок, серед яких крамниця екопродуктів і пряникова хатинка. Окрасами Ярмарку стали жовто-синя квіткова арка та велика святкова писанка. Навколо триметрового великоднього яйця з лози облаштували невеличкий зоокуточок з кроликами і свійськими птахами. Щодня з 11:00 до 19:00 на Ярмарку працює Великодня майстерня.
Вже постійним учасником Великоднього Ярмарку є благодійна Крамничка добра Комісії у справах молоді Львівської Архиєпархії УГКЦ.
«Цього разу розширилася географія учасників. Раніше найактивніше були представлені Львівщина, Івано-Франківщина і Закарпаття. А зараз є товаровиробники з багатьох інших міст України. Це хороша платформа, щоб представити свою продукцію. Загалом є близько 70 підприємців. Учасники з кожним роком вдосконалюють асортимент. Є дуже якісні сувеніри, гарні солодощі. Ми надаємо перевагу тим, хто має ексклюзивні вироби і речі ручної роботи. Окрім того, і учасники, і відвідувачі з інших міст мають змогу переконатися, що у Львові все спокійно, по-доброму, по-родинному. Тут гостинно приймають усіх гостей, звідки б вони не були», — зазначає Ігор Фіняк, головний організатор Великоднього Ярмарку у Львові.
Традиційно на Великодньому Ярмарку діє три сектори: сувенірна панорама із продажем прикрас, аксесуарів, вишиванок та різного великоднього краму ручної роботи, гастрономічний сектор зі стравами і солодощами різних національних кухонь, а також Великодня майстерня з виставкою і майстер-класами від народних майстрів з різних міст України. Протягом Ярмарку тут представляють гончарство, ковальство, кераміку ручної роботи, художню вишивку, ткацтво, килимарство, соломо- і травоплетіння, лялькарство, яворівську іграшку, -сучасний хендмейд та ін.
У четвер, 17 квітня, о 15:00 на площі біля Оперного театру відбувся великий майстер-клас для дітей. Учасники виготовляли великодні листівки у техніці «скрапбукінг». З дітьми працювали бібліотекар та волонтери Центральної бібліотеки для дітей та юнацтва міста Львова.
«До Дня міста Ярмарок переформатується з Великоднього на Міський. Будуть концерти в особливому форматі, які ми готуємо спільно з Львівською філармонією. Поки що ми тримаємо це в секреті. Хочеться зробити місту гарний подарунок на День народження», — розповідає Ольга Гренюх, координатор проекту «Великодній Ярмарок-2014».
Великодній Ярмарок на проспекті Свободи працюватиме до 12 травня.